# Maison zum Oesterreich
La maison zum Oesterreich est un monument historique situé à Colmar, dans le département français du Haut-Rhin.

## Localisation
L'édifice est situé aux 23-25, rue des Marchands à Colmar.

## Historique

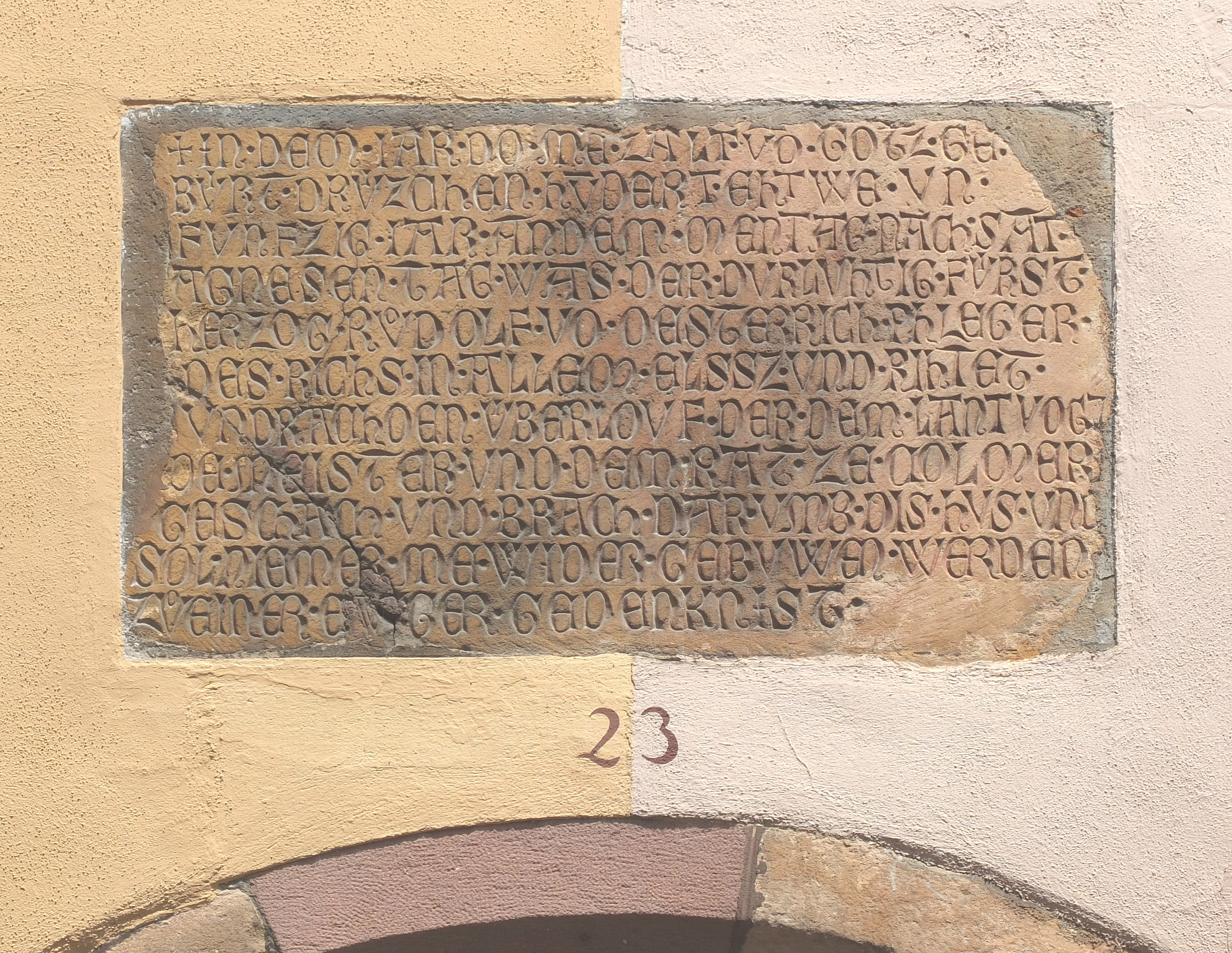
Inscription au no 23 relatant la démolition d'une construction précédente.

En ces lieu et place, se tenait une maison qui a été démolie en 1358 sur ordre du duc Rodolphe d'Autriche et à la suite d'une tentative de renversement du gouvernement comme l'atteste une plaque en pierre, au-dessus de l'arcade d'entrée.
Le texte, traduit en français est : « En l'an où l'on compte, de la naissance de notre seigneur, 1358, le lundi après la Sainte-Agnès, le sérénissime prince Rodolphe, duc d'Autriche, gouverneur impérial de toute l'Alsace, jugea et prononça condamnation au sujet du soulèvement qui avait eu lieu contre le landvogt, le bourgmestre et le magistrat de Colmar et, pour ce, fit abattre cette maison qui ne devra plus être reconstruite, en perpétuelle commémoration. »
L'édifice actuel date de 1532.
L'oriel, l'élévation et la toiture font l'objet d'une inscription au titre des monuments historiques depuis le 18 juin 1929.

## Architecture
Il s'agit de plusieurs constructions différentes qui ont été réunies au XVIIIe siècle sous une toiture unique à comble brisé.
Présence d'un oriel d'angle en forme de tourelle polygonale.